# Il y a trop de gens qui t'aiment
Singles de Hélène Ségara
Les Vallées d'Irlande
(1999) Elle, tu l'aimes...
(2000)
Il y a trop de gens qui t'aiment est une chanson écrite par Christian Vié, composée par Thierry Geoffroy et interprétée par Hélène Ségara. Elle figure sur l'album Au nom d'une femme dont elle est le premier extrait en single le 9 novembre 1999.
Le single se classe en tête des ventes en France et en Belgique francophone. Il a été certifié disque de platine en France le 28 juin 2000.

## Liste des titres
1. Il y a trop de gens qui t'aiment 4:25
2. Mrs. Jones 3:30

Mrs. Jones, écrite par Christian Vié et composée par Christian Loigerot apparaît également sur l'album Au nom d'une femme.

## Classements hebdomadaires
| Classement (1999–2000)                  | Meilleure position |
| --------------------------------------- | ------------------ |
| Belgique (Wallonie Ultratop 50 Singles) | 1                  |
| France (SNEP)                           | 1                  |

## Certifications
| Pays          | Certifications |
| ------------- | -------------- |
| France (SNEP) | Platine        |